# 森内愛香
森内 愛香（もりうち あいか、1999年8月27日 - ）は、大阪府出身の元女子競輪選手。日本競輪選手会大阪支部所属、ホームバンクは岸和田競輪場。日本競輪選手養成所第118期生。師匠は原田隆（77期）。

## 経歴
小学校6年からBMXに打ち込み、第34回全日本BMX選手権大会ガールズ15歳以下3位、世界選手権出場などの実績を残した。高校3年時に進路を考え、好きな自転車を続けたいという思いから競輪選手の道を選んだという。
2019年1月17日、競輪学校第118回技能試験に合格。在校競走成績は16位（0勝）。
2020年5月15日、広島競輪場でデビューし6着。初勝利は同年9月27日の福井競輪場で挙げた。
晩年は競走成績不振により代謝制度の対象となったことで、2025年6月23日の平塚FI最終日第5レース（ガ一般）4着をもってラストレースとした。
2025年8月4日、選手登録消除。現役時代の戦績は、387戦1勝。